# Radosław Piwowarski
Radosław Piwowarski (ur. 20 lutego 1948 w Olszówce Dolnej) – polski reżyser i scenarzysta filmowy.

## Życiorys
W 1971 ukończył studia na Wydziale Reżyserskim PWSFTviT w Łodzi. W latach 1972–1981 był członkiem Zespołu Filmowego "X", kierowanego przez Andrzeja Wajdę. Od 1998 do 2003 pełnił funkcję dyrektora programowego I Programu Telewizji Polskiej. W Wydawnictwie Marginesy opublikował debiut powieściowy Lekcje seksu doktora Alzheimera (ISBN 978-83-67790-60-4).

## Życie prywatne
Jest synem malarki Moniki Piwowarskiej i rzeźbiarza Edwarda Piwowarskiego. Jego synem jest reżyser i scenarzysta Kordian Piwowarski.

## Filmografia

### Reżyser
- 1975 – CDN, także scenariusz
- 1977 – Ciuciubabka, także scenariusz
- 1979 – Córka albo syn, także scenariusz i dialogi
- 1981 – Jan Serce, także scenariusz
- 1984 – Yesterday, także scenariusz
- 1985 – Kochankowie mojej mamy, także scenariusz
- 1987 – Pociąg do Hollywood, także scenariusz i dialogi
- 1989 – Marcowe migdały, także scenariusz
- 1992 – Aby do świtu...
- 1993 – Kolejność uczuć, także scenariusz
- 1996 – Autoportret z kochanką, także scenariusz
- 1997–2010 – Złotopolscy
- 1997 – Ciemna strona Wenus, także scenariusz
- 1999 – Gwiazdka w Złotopolicach, także scenariusz
- 1999 – Palce lizać
- 2002–2005 – Lokatorzy
- 2003 – Królowa chmur w Święta polskie, także scenariusz
- 2004 – Stacyjka, także scenariusz
- 2005–2008 – Na dobre i na złe
- 2006–2007 – Kopciuszek
- 2012–2013 – Hotel 52 – sezon 6 i 7
- 2012 – Szpilki na Giewoncie – sezon 4
- 2023 – Pani od polskiego

### Aktor
- 1958 – Żołnierz królowej Madagaskaru
- 1971 – Sierpień - Zapis kronikalny
- 1981 – Jan Serce – taksówkarz
- 2012 – Szpilki na Giewoncie – mężczyzna na ulicy (odc. 51)

## Nagrody
- Złota Kaczka
  - Najlepszy film: 1994 Kolejność uczuć
  - Najlepszy film polski: 1986 Yesterday
- Nagroda na FPFF w Gdyni
  - Złote Lwy: 1993 Kolejność uczuć
  - Srebrne Lwy Gdańskie: 1986 Kochankowie mojej mamy
- Nagroda na MFF w Wenecji Nagroda Międzynarodowej Federacji Krytyki Filmowej (FIPRESCI): 1985 Yesterday
- Nagroda „Trybuny Ludu” I stopnia za twórczy wkład w rozwój sztuki filmowej ze szczególnym podkreśleniem walorów artystycznych filmów "Yesterday" i "Kochankowie mojej mamy" (1986)[2]